# Sergio García de la Iglesia
Sergio García de la Iglesia (Zamora, España, 8 de agosto de 1989) es un futbolista español, que se desenvuelve como atacante en diferentes posiciones. Actualmente se encuentra sin club.

## Trayectoria

### Primeros años
Empezó muy joven a jugar en equipos de la capital zamorana, destacó sobre todo con su juego en el Club Deportivo Pinilla donde le llegaron a apodar Bebeto por sus similitudes en el juego con este.[cita requerida] Poco después ingresó en la cantera del Zamora Club de Fútbol donde solo estuvo unos meses, para regresar de nuevo al C. D. Pinilla. 

### Selección nacional
Ha jugado varios partidos con las selecciones inferiores de la selección española

### Clubes

#### Real Valladolid
Con 17 años fue fichado para las categorías inferiores del Real Valladolid Club de Fútbol. Destacando en su filial Real Valladolid Club de Fútbol Promesas durante las últimas dos temporadas, llegando a debutar con el primer equipo en 1ª División el 4 de abril de 2010, en un partido contra el Villarreal Club de Fútbol, pese a ello no llegó a un acuerdo con el club pucelano para renovar su contrato, que expiró el 30 de junio de 2010.

#### U. D. Salamanca
Después ficharía por dos temporadas con la Unión Deportiva Salamanca, formando parte de la primera plantilla, que en la primera temporada militaba en la Segunda División, categoría en la que el jugador llegaría a disputar parcialmente ocho partidos.

#### Zamora C. F.
Llega para la temporada 2012-2013 al equipo de su localidad natal Zamora C. F., donde sus actuaciones le servirían para dar un salto de calidad a la siguiente campaña.

#### Real Oviedo
En la temporada 2013-2014 firma un contrato hasta junio de 2015 con el Real Oviedo, consiguiendo el ascenso a la Segunda División en su segunda y última temporada con los asturianos.

#### F. C. Cartagena
En 2015 se marcha al Fútbol Club Cartagena tras no renovar con el Real Oviedo.

#### C. D. Toledo
El 17 de julio de  2017 firmó por dos temporadas con el Club Deportivo Toledo.

#### Zamora C. F.
El 27 de julio de 2018 retorna al Zamora Club de Fútbol, después de rescindir el contrato que le unía al Club Deportivo Toledo. Militaría hasta el 30 de junio de 2021 y abandonaría el cuadro rojiblanco, tras no ser renovados sus servicios.

#### Real Avilés
El 14 de julio de 2021 se hace oficial su fichaje por una campaña con el Real Avilés C. F. Tras renovar por otra temporada, a mitad de esta, el club realavilesino rescinde su contrato.

#### C. D. Guijuelo
A los pocos días, el 31 de enero de 2023, el C. D. Guijuelo hace oficial su contratación hasta junio de 2023.

## Clubes
| Club                           | País   | Año       |
| ------------------------------ | ------ | --------- |
| Real Valladolid C. F. Promesas | España | 2006-2009 |
| Real Valladolid C. F.          | España | 2009-2010 |
| U. D. Salamanca                | España | 2010-2012 |
| Zamora C. F.                   | España | 2012-2013 |
| Real Oviedo                    | España | 2013-2015 |
| F. C. Cartagena                | España | 2015-2017 |
| C. D. Toledo                   | España | 2017-2018 |
| Zamora C. F.                   | España | 2018-2021 |
| Real Avilés C. F.              | España | 2021-2023 |
| C. D. Guijuelo                 | España | 2023      |

## Estadísticas
- Actualizado a 1 de febrero de 2023.

| Real Valladolid C. F. Promesas · España | 2.ª B   | 2006-07 | 17    | 12  | 3  | —  | — | — | — | 12  | 3  | 0,25 |
| Real Valladolid C. F. Promesas · España | 2.ª B   | 2007-08 | 18    | 34  | 1  | —  | — | — | — | 34  | 1  | 0,02 |
| Real Valladolid C. F. Promesas · España | 2.ª B   | 2008-09 | 19    | 36  | 9  | —  | — | — | — | 36  | 9  | 0,25 |
| Real Valladolid C. F. Promesas · España | Total   | Total   | Total | 82  | 13 | —  | — | — | — | 82  | 13 | 0,15 |
| Real Valladolid C. F. · España | 1.ª     | 2009-10 | 20    | 1   | 0  | 0  | 0 | — | — | 1   | 0  | 0    |
| Real Valladolid C. F. · España | Total   | Total   | Total | 1   | 0  | 0  | 0 | — | — | 1   | 0  | 0    |
| U. D. Salamanca · España | 2.ª     | 2010-11 | 21    | 8   | 1  | 0  | 0 | — | — | 8   | 1  | 0,12 |
| U. D. Salamanca · España | 2.ª B   | 2011-12 | 22    | 31  | 8  | 2  | 0 | — | — | 33  | 8  | 0,24 |
| U. D. Salamanca · España | Total   | Total   | Total | 39  | 9  | 2  | 0 | — | — | 41  | 9  | 0,21 |
| Zamora C. F. · España | 2.ª B   | 2012-13 | 23    | 32  | 8  | —  | — | — | — | 32  | 8  | 0,25 |
| Zamora C. F. · España | Total   | Total   | Total | 32  | 8  | —  | — | — | — | 32  | 8  | 0,25 |
| Real Oviedo · España | 2.ª B   | 2013-14 | 24    | 29  | 6  | 0  | 0 | — | — | 29  | 6  | 0,20 |
| Real Oviedo · España | 2.ªB    | 2014-15 | 25    | 35  | 6  | 4  | 2 | — | — | 39  | 8  | 0,20 |
| Real Oviedo · España | Total   | Total   | Total | 64  | 12 | 4  | 2 | — | — | 68  | 14 | 0,20 |
| F. C. Cartagena · España | 2.ª B   | 2015-16 | 26    | 34  | 5  | —  | — | — | — | 34  | 5  | 0,14 |
| F. C. Cartagena · España | 2.ª B   | 2016-17 | 27    | 39  | 4  | 1  | 0 | — | — | 40  | 4  | 0,10 |
| F. C. Cartagena · España | Total   | Total   | Total | 73  | 6  | 2  | 0 | — | — | 76  | 6  | 0,07 |
| C.D. Toledo · España | 2.ª B   | 2017-18 | 28    | 33  | 6  | 1  | 0 | — | — | -   | -  | -    |
| C.D. Toledo · España | Total   | Total   | Total | 33  | 6  | 1  | 0 | — | — | 34  | 6  | 0,17 |
| Zamora C. F. · España | 3.ª     | 2018-19 | 29    | 25  | 12 | —  | — | — | — | 25  | 12 | 0,48 |
| Zamora C. F. · España | 3.ª     | 2019-20 | 30    | 21  | 12 | 2  | 2 | — | — | 23  | 14 | 0,60 |
| Zamora C. F. · España | 2.ª B   | 2020-21 | 31    | 19  | 0  | 0  | 0 | — | — | 19  | 0  | 0    |
| Zamora C. F. · España | Total   | Total   | Total | 46  | 24 | 2  | 2 | — | — | 48  | 26 | 0,54 |
| Real Avilés C. F. · España | 2.ª FED | 2021-22 | 32    | 29  | 6  | —  | — | — | — | 29  | 6  | 0,21 |
| Real Avilés C. F. · España | 2.ª FED | 2022-23 | 33    | 8   | 0  | —  | — | — | — | 8   | 0  | 0    |
| Real Avilés C. F. · España | Total   | Total   | Total | 37  | 6  | —  | — | — | — | 37  | 6  | 0,16 |
| C.D. Guijuelo · España | 2.ª FED | 2022-23 | 33    | —   | —  | —  | — | — | — | -   | -  | -    |
| C.D. Guijuelo · España | Total   | Total   | Total | 33  | 6  | 1  | 0 | — | — | 34  | 6  | 0,17 |
| Total | Total   | Total   | Total | 426 | 84 | 11 | 4 | — | — | 437 | 88 | 0,20 |
| (1) Copas nacionales se refiere a la Copa del Rey y la Supercopa de España. (2) Torneos internacionales se refiere a la Liga Europa (3) Media de goles por encuentro. No incluye goles en partidos amistosos. |         |         |       |     |    |    |   |   |   |     |    |      |